# Bientôt de retour
Bientôt de retour (Be right back) est un épisode de la série britannique Black Mirror diffusé sur Channel 4 le 11 février 2013. Premier épisode de la deuxième saison de la série créée par Charlie Brooker, il a été écrit par ce dernier et réalisé par Owen Harris (en).

## Contexte
Black Mirror est une série d'anthologie dont les épisodes sont liés par un thème commun, là où les autres séries conservent généralement les mêmes acteurs dans les différents épisodes. Chaque épisode est ainsi interprété par des acteurs dans des lieux et des époques distincts. Black Mirror étant une série dystopique et satirique sur les dangers de la technologie, le thème se concentre sur les conséquences imprévues de celle-ci sur nos existences dans un futur proche, voire immédiat.
Tentant de résumer l'argument de sa série, Brooker écrit : « [les épisodes] traitent tous de la façon dont nous vivons maintenant - et de la façon dont nous pourrions vivre dans 10 minutes si nous sommes maladroits », ajoutant que le « black mirror » du titre fait référence aux écrans éteints de nos ordinateurs, nos téléviseurs et nos smartphones.

## Synopsis
Ash et Martha partent s'installer en pleine campagne, dans la belle maison où Ash a vécu avec ses parents. Ils arrivent le soir et se sentent bien fatigués. Le jeune homme et la jeune femme dînent rapidement, puis font brièvement l'amour. Le lendemain matin, Ash part rendre la camionnette qu'ils avaient louée pour transporter leurs affaires ; malheureusement, il meurt dans un accident de la route. Aux funérailles, Martha apprend par son amie Sara qu'il existe un service expérimental qui exploite les données enregistrées sur Internet par les personnes décédées pour simuler des relations entre morts et vivants, ce qui paraît-il aide beaucoup à surmonter un deuil. Martha, très éprouvée par la perte de son compagnon, refuse catégoriquement d'en savoir plus ; le soir venu, elle reçoit néanmoins sur son ordinateur un message de Sara, qui lui indique l'avoir abonnée au service, puis, un instant après, un court message signé Ash (« Yes it's me ») auquel elle ne donne pas suite.
Un matin, Martha découvre qu'elle est enceinte : à bout de nerfs, elle tente de contacter sa sœur, qui malheureusement n'entend pas la sonnerie de cet appel. Martha se tourne alors vers cet Ash virtuel, qui communique avec le même style que son petit ami. Bouleversée par l'impression de vérité qui se dégage des échanges, la jeune femme s'implique de plus en plus dans cette correspondance improbable : négligeant ses proches, qui ignorent tout et s'inquiètent, elle reste rivée à son téléphone portable pour alimenter l'intelligence artificielle en informations sur le vrai Ash et pour discuter avec l'avatar de son petit ami, qui affine ainsi progressivement son comportement pour ressembler le plus possible au disparu. Un jour, après une échographie, Martha laisse tomber le téléphone pendant qu'elle tentait d'envoyer la vidéo du fœtus à Ash ; Martha panique, elle ne retrouve son calme que lorsqu'elle renoue contact avec cet étrange interlocuteur perdu dans le cloud.
Bizarrement conscient que cette panne temporaire a profondément marqué Martha, Ash propose de tester un service expérimental et onéreux. Martha hésite, puis accepte. Peu après, elle reçoit un colis extrêmement lourd que les livreurs montent dans la salle de bain. Ceux-ci partis, Martha ouvre le carton : il contient un corps synthétique informe qu'il faut laisser tremper dans un gel nutritif enrichi en électrolytes. Martha suit scrupuleusement le mode d'emploi et voit ainsi apparaître une copie conforme d'Ash. Malgré l'incroyable surprise que constitue le retour apparent de l'homme qu'elle aimait, Martha n'arrive pas à surmonter le malaise qu'elle éprouve en présence de cet être synthétique, qui se conforme exactement aux ordres qu'elle lui donne sans prendre d'initiative, qui ne mange ni ne dort ni ne respire, et qui peut modifier de façon surnaturelle certains détails physiques inadéquats (la copie d'Ash recrée ainsi un grain de beauté au niveau d'une clavicule quand il apprend que son modèle en possédait un à cet endroit). La cohabitation devient de plus en plus difficile : Martha finit par emmener le clone près d'une falaise et lui demande de sauter. Alors qu'il est sur le point de s'exécuter, Martha lui signale que le vrai Ash n'aurait jamais fait ça sans résister ; et donc le clone s'insurge et imite à la perfection le désespoir d'un condamné...
Quelques années ont passé : Martha et sa fille vivent dans la maison où tout a commencé. Ash semble avoir définitivement disparu ; mais, en réalité, le clone de synthèse a tout simplement été remisé au grenier, où il attend sans rien faire les visites hebdomadaires de Martha et de sa fille.

## Fiche technique
- Titre français : Bientôt de retour
- Titre original : Be Right Back
- Réalisation : Owen Harris (en)
- Scénario : Charlie Brooker
- Production : Charlie Brooker, Annabel Jones, Emma Pike, Barney Reisz
- Sociétés de production : Zeppotron
- Durée : 48 minutes
- Pays d'origine : Royaume-Uni
- Diffusion originale :
  -  Royaume-Uni : le 11 février 2013 sur Channel 4
  -  France : le 22 mai 2014 sur France 4

## Distribution
- Hayley Atwell (VF : Ariane Aggiage) : Martha Powell
- Domhnall Gleeson (VF : Antoine Schoumsky) : Ash Starmer
- Claire Keelan (en) (VF : Hélène Bizot) : Naomi
- Sinead Mathews (VF : Nathalie Spitzer) : Sarah
- Flora Nicholson (VF : Sophie Planet) : l'opératrice de l'échographie
- Glenn Hanning : un livreur
- Tim Delap : Simon
- Indira Ainger : la fille de Martha